# 发电成本
使用不同能源來發電，會產生不同的成本結構，這些不同能源的發電成本（英語：Cost of electricity by source）主要可分為三大類：1）批發成本，即電力公司產生與分配電力給消費者所有相關成本，2）消費者支付的零售價格， 3）加諸於社會的外部成本（稱為外部性）。
批發成本包括電廠初始資本、營運和維護 (O&M)、傳輸以及設施退役的相關成本。批發成本的部分或全部會根據當地的監管規定而轉嫁給消費者。這種每單位能源所花費的成本，通常以金額/兆瓦時來表示。計算成本有助於政府制定能源政策。
一般而言，大規模的太陽能發電和陸上風能發電，其均化電力成本會低於燃煤發電廠和燃氣發電的，（p. TS-25）但仍取決於設置的地點，而且在其之間會有很大差異。（p. 6–65）

## 成本指標

### 均化電力成本
均化電力成本 (LCOE) 是種指標，嘗試將不同發電方法產生的成本間作一致的比較。雖然LCOE通常定義為對於一個發電專案，在其生命週期內實現收支平衡的最低電力出售價格，但此類成本分析需對各種非財務成本的價值訂立假設（環境影響、在地可取得性等） ，因此會產生爭議。粗略的計算，LCOE是將整個資產生命週期內所有成本的淨現值，除以該資產在生命週期內電力輸出總量的淨現值而得的結果。

### 均化儲存成本
均化儲存成本 (levelized cost of storage，LCOS) 類似於LCOE，但應用於衡量使用電池等儲能技術所產生的成本。儲存是依賴主要發電來源的次要電力來源。儲能是重要的技術，可加速能源轉型，並緩衝電力需求和供應之間的不匹配。大規模發展儲能是發展低碳能源的重要技術途徑，目的是提高再生能源的利用和儲存能力。
儲存有個獨特的成本因素 - 電力在儲存過程中發生的耗損，以及如果主要發電來源並非完全無碳的話會導致二氧化碳排放量增加。一項於2015年在美國所做的綜合研究，發現因儲存作業產生的系統二氧化碳淨排放量會高於僅依靠[即時滿足需求]發電所產生的，範圍為104至407公斤/兆瓦時，取決於發電地點、儲存運作模式以及有關碳強度的假設。

### 均化避免成本
均化避免成本 (levelized avoided cost of energy，LACE) 是針對LCOE的一些不足之處所提出的改良指標，LACE除考量發電成本之外，還會評估發電方式所能避免的成本，例如：利用再生能源發電可避免燃燒化石燃料的成本，儲能設施可改善電網的穩定性，並將可調度性和現有能源結構列入考慮。假設某地區主要依靠燃煤發電，引入再生能源後，可減少對化石燃料的依赖，降低燃料成本和碳排放成本。LACE將此效益納入考量，比單獨使用LCOE得到更為全面的評估結果。
美國能源信息署（EIA）於2014年建議將屬於不可調度能源的風能或太陽能等的LCOE與LACE進行比較，而非與化石能源等可調度能源的LCOE進行比較。 LACE是將使用其他能源的成本避免掉的部分，除以不可調度能源的年度發電量而得。EIA假設波動的電源（不可調度能源）將無法避免裝置備用的可調度來源（儲存電力裝置），而由此發生資本和維護成本。 LACE與LCOE的比率稱為價值成本比。當LACE（價值）高於LCOE（成本）時（價值成本比大於1），則表示此項目在經濟上可行。

### 價值調整均化電力成本
價值調整均化電力成本 (value-adjusted levelized cost of electricity，VALCOE) 是國際能源署設計的指標，其中包括電力成本和電力系統的價值。例如同樣是相同的電量，在需求高峰時的價值會更高。
VALCOE會考量以下因素，讓成本評估更具全面性：
- 風力發電： 考量因素包括風速不足而導致的發電量減少。
- 太陽能發電： 考量因素包括日照不足而導致的發電量減少。
- 水力發電： 考量因素包括降水量不足導而致水量減少，而影響發電能力。[18]

VALCOE不僅考量到發電方式本身的生產成本，還會評估因自然因素而導致的發電量波動所帶來的影響。

### 擷取率
擷取率 (Capture Rate) 是指某種發電來源所獲得的平均市場價格 (或稱擷取價格) 除以一段時間內的平均電價。例如一座以築壩方式而建立的水力發電廠可能需要高電價，才能合乎經濟原則，因此擷取率要達到200%，而不可調度的來源，例如沒裝置電池儲存設備的風電廠，擷取率通常會低於100%。通常在訂價區域（例如英國）建造的單一型再生能源數量越多，該型的擷取率就會越低，例如當許多風電廠同時產生大量的電力，屆時該類型的電價就會降低。如果整個訂價區域中缺乏電網相互連接（例如位於蘇格蘭風力發電場的電力難以輸送給位於英格蘭的消費者），會造成蘇格蘭生產的風電價格（截取率）降低，而無法反映真實成本。

## 成本因素
在計算成本時，除考慮幾個內部成本因素之外，還要考慮到幾項外部因素。電力的實際售價，可能受到補貼和稅收等多種因素的影響：
- 天然氣和石油發電廠的資本成本往往會較低、陸上風力發電和太陽能光電的成本為中等、燃煤發電廠會較高，而廢棄物轉製能源、波浪能和潮汐能、太陽熱能、離岸風能和核能發電的資本成本將會更高。
- 燃料成本 - 化石燃料和生物質能源成本較高，核能成本較低，許多再生能源成本為零。燃料成本在發電設備的使用壽命期間可能會因政治，或是其他的因素而出現一些不可預測的變化。

為評估電力生產的總成本，會使用金錢時間價值法將所有成本折算為淨現值。

### 資本成本
對於發電產生的資本成本，通常以"每瓦特完成建造成本"表示。如下所示：
| 能源                               | EIA             | 美國國家可再生能源實驗室（NREL） | 美元/兆瓦時 | 容量因子 |
| ---------------------------------- | --------------- | -------------------------------- | ----------- | -------- |
| 燃煤發電廠                         | 4,074美元       | 3,075-5,542美元                  |             |          |
| 燃煤發電廠+90%的碳捕集與封存       | 6,495-6,625美元 |                                  |             |          |
| 燃氣發電廠                         |                 | 922–2,630美元                    |             |          |
| 熱能複循環發電廠                   | 1,062-1,201美元 |                                  |             |          |
| 熱能複循環發電廠+90%的碳捕集與封存 | 2,736-2,845美元 |                                  |             |          |
| 柴油發電機發電                     | 2,018美元       |                                  |             |          |
| 航空衍生型燃氣渦輪發電             | 1,294美元       |                                  |             |          |
| 工業燃氣渦輪發電                   | 785美元         |                                  |             |          |
| 核能發電廠                         | 6,695-7,547美元 | 7,442-7,989美元                  | 81–82美元   | 94%      |
| 風能發電廠                         | 1,718美元       | 1,462美元                        | 27–75美元   | 18-48%   |
| 離岸風能發電廠                     | 4,833-6,041美元 | 3,285-5,908美元                  | 67–146美元  | 29-52%   |
| 分散式風能發電廠                   | 1,731-2,079美元 | 2,275-5,803美元                  | 32–219美元  | 11-52%   |
| 太陽熱能發電                       | 7,895美元       | 6,505美元                        | 76–97美元   | 49-63%   |
| 太陽能光能發電                     | 1,327美元       | 1,333-2,743美元                  | 31–146美元  | 12-30%   |
| 太陽能光能發電+電網儲能            | 1,748美元       | 2,044美元                        | 53–81美元   | 20-31%   |
| 電池儲能裝置                       | 1,316美元       | 988–4,774美元                    |             | 8-42%    |
| 燃料電池                           | 6,639-7,224美元 |                                  |             |          |
| 抽蓄發電                           |                 | 1,999-5,505美元                  |             |          |
| 傳統式水力發電                     | 3,083美元       | 2,574-16,283美元                 | 60–366美元  | 31-66%   |
| 生物質能源發電                     | 4,524美元       | 4,416美元                        | 144美元     | 64%      |
| 地熱能發電                         | 3,076美元       | 6,753-46,223美元                 | 55–396美元  | 80-90%   |

實際建造核能發電廠的成本可能與估算的存在巨大差異。 歐基洛托核電廠3號機組於2021年底實現首次關鍵核反應，施工財團簽署建造合約時的價格僅為32億歐元，而實際完成建造成本為85億歐元，淨發電量為1.6吉瓦（GW，十億瓦），換算成每千瓦發電容量為5,0310歐元。同時加拿大達靈頓核能電廠的淨發電容量為3,512兆瓦（MW），實際建造成本為51.17 億加元，換算成每千瓦容量1,457加元。但此項目經常被引用的建造成本為143.19億加元，相當於每千瓦容量4,077加元，是因為將利息加入的緣故（本案因為必須按市場利率借款，且須承擔施工延誤而增加的成本）。另外還有不同電源間的可比性問題，因為某些風能和太陽能發電的容量因子可能低至10-20%，離岸風電的容量因子可達50%，而最可靠的核能電廠容量因子可達90%以上。於2020年，全球所有商業核能發電廠的平均容量因子為80.3%（前一年度為83.1%），容量因子降低的緣故是包含舊式的第二代反應爐，以及法國等採負載追隨式發電所導致。尖峰負載發電廠的容量因子特別低，但其因在電力不足之時才會發電供應，會盡可能收取高價以為彌補。
德國首座風電場阿爾法·文圖斯海上風電場的額定容量為60兆瓦，耗資2.5億歐元（初步的估計為1.9億歐元）。其於2012年的發電量為268吉瓦，容量因子略高於50%。如果按照額定容量計算初始成本，為每千瓦4,167歐元，如果考慮容量因素，則每千瓦的成本約要翻倍。
地熱發電在再生能源中非常特殊，因為它通常對地面景觀的影響較小，並且能進行基本負載發電以及進行熱電聯產。然而根據工廠和條件，可能會將地下自然產生的放射性物質（例如氡）釋放進入大氣。地熱發電廠的單位發電成本相對較高，冰島的Theistareykir地熱發電廠第一階段45兆瓦容量的成本為2億美元，而包含一期和二期的總成本為3.3億美元。如果只考慮第一階段，每千瓦容量的成本為4,444美元，將一期和二期的成本合計，則每千瓦容量的成本降至3,667美元。消息靈通人士還稱該發電廠具有獨特的成本效益，冰島獨特的地質使該國成為全球最大的地熱發電國之一，也是迄今為止人均或所有發電量中佔比最大的國家。
德國南部伊爾辛發電廠5號機組使用天然氣作為複循環用燃料，將1,750兆瓦的熱能轉化為847兆瓦的淨電力。建造成本為4.5億歐元。每千瓦容量約531歐元。然而由於將其作為尖峰負載發電廠運營，經濟前景不佳，業主於2010年工廠開始運作後不久就想將其關閉。
漂浮式風電場的LCOE與其離岸距離而呈正比。
德國的利伯羅瑟太陽能光電場是該國最大的光電園區之一，於2009年開始運作時的額定容量為52.79兆瓦，建造成本約為1.6億歐元，即每千瓦容量3,031歐元。年產量約52吉瓦時（每小時功率略高於5.9兆瓦），容量因子略高於11%。 當此太陽能園區於2010年出售時，售價也是1.6億歐元。
迄2022年，世界上最大的太陽能光電場位於印度拉賈斯坦邦 - 巴德拉太陽能光電場  - 總容量為2,255兆瓦，建造總成本為985億印度盧比（約為21億美元）。換算為每千瓦大約43,681盧比（接近950美元）。
從這些數字可看出，即使是相同的電力來源，於不同地點或是不同時間，其建造成本也有很大差異，也取決於總成本中是否把利息包含在內。此外，容量因和某些電源具有間歇性的問題會讓計算更加複雜。另一經常被忽略的問題是各種發電廠的壽命 - 一些最古老的水電廠已經存在一個多世紀，核能發電廠連續運行五、六十年的情況並非罕見。然而許多第一代風力發電機已被拆除，因為它們無法與更現代的風力發電機競爭和/或不再適應當前的監管環境。其中一些甚至還使用不到25年。太陽能光電模組會出現一定的老化現象，而限制其使用壽命，但最新型號機組的預期壽命，目前尚無實際數據存在。

### 營運與維護成本
營運和維護成本包括發電設施所需的燃料、維護、營運、廢棄物儲存和退役所產生的邊際成本。發電燃料成本中，石油的佔比往往最高，其次是煤炭、天然氣、生物質和鈾。由於鈾（或使用混合氧化物核燃料以替代鈾）的高能量密度以及世界鈾市場上相對較低的價格（特別是以每單位能量含量的貨幣價值來衡量），燃料成本僅是核能發電廠營運成本的一小部分。一般來說，資本和運作成本之間，再生能源和核能的營運費用較低，而化石燃料的則為相反。
由於高收入國家的公共債務利率通常低於私人借款，因此由國家投資或國家擔保程度越高的核能和再生能源的成本就會顯著降低（與化石能源相比）。在利率往往較高的全球南方國家（Global South，參見南北分歧），小型專案（特別是風能和太陽能光電）的建設週期較短，對其巨大資本成本就有補償作用。就進口替代而言，太陽能在替代重油或柴油發電以實現農村電氣化方面特別有吸引力，因為它不再需要進口化石燃料，且當化石燃料有剩餘時還能出口，以賺取外匯。
燃料價格發生短期波動會對天然氣和燃油發電廠的成本產生重大影響，對燃煤發電廠的影響較小。由於再生能源不需要燃料，因此其成本與世界燃料市場無關。燃煤發電廠通常使用當地或至少國內擁有的煤炭 - 尤其是褐煤，其品位低且水分含量高，長距離運輸並不經濟 - 因此也較少受到世界市場的影響。如果徵收碳稅或其他形式碳定價，可能會對建造化石燃料發電廠的可行性產生重大影響。由於鈾儲存的便利性和不需經常更換燃料棒（大多數壓水反應爐每隔一年半到兩年才會更換大約四分之一到三分之一的燃料棒） 全球鈾的短期價格波動風險由燃料供應商，而非由發電廠為之。鈾價格的長期趨勢可能會對核能發電的價格產生每千瓦時零點幾美分到一兩美分的影響。
核電和再生能源營運成本中的最大因素是當地工資 - 在大多數情況下，無論核電廠是滿載運轉，還是僅輸出其額定容量的一小部分，都需要支付這類費用，因此這類電廠通常是在市場（負價格）和天氣（避免冷卻水對河流發生熱污染、陽光或風的可用性......）容許的情況下，以盡可能高的容量運行。然而法國的核電廠（提供全國約70%電力）均採負載追隨式發電，以穩定電網為主要目的。由於法國許多家庭供暖是透過電力方式（熱泵和電阻加熱）提供，因此具有明顯的季節性，計劃性停止發電通常會安排在需求較低的夏季期間，恰逢學校暑假之時。在德國，大約有20年歷史的風力發電機因無法獲得再生能源補貼，而由於市場電價約為每千瓦時0.03歐元，無法涵蓋邊際成本或僅在不進行重大維護的情況下才能涵蓋，因而遭到關閉。相較之下，德國（當時僅剩下的）核能電廠在完全折舊後，在整個2010年代和2020年代初被媒體描述為即使沒政府直接補貼，營運商也能獲得高額利潤。

### 市場匹配成本
許多學者，例如美國經濟學家保羅·喬斯科描述用於比較新的發電能源LCOE的局限性。特別是LCOE忽略與生產與需求匹配相關的時間效應。發生在兩個層面：
- 可調度性，即發電系統隨需求波動而快速上線、離線或增加或減少的能力。
- 可用性概況與市場需求概況相符或衝突的程度。

對於更現代的核能電廠來說，產能提升率（增加或減少功率的速度）可能會更快，而核電廠的經濟性也不同。然而風能、太陽能和核能等資本密集技術，其LCOE幾乎都是沉沒成本，除非以最大容量發電，否則在經濟上會處於不利地位。具有大量間歇性電源（例如風能和太陽能）的電網可能會因需要儲存，或是裝置備用發電設備而會產生額外成本。而如果間歇性能源能在需求和價格最高時進行生產，例如在炎熱國家的夏季正午，空氣調節需求值高峰期間利用太陽能來發電，就更具競爭力。

### 能源的外部成本
通常由不同能源生產電力的定價可能並未將所有外部成本包括在內，即整個社會因使用這類能源而間接承擔的成本- 如啟用成本、環境影響、能源儲存、回收或超出保險承保範圍事故的影響。
太陽能光電模組通常會有25年的性能保證，有時甚至長至30年。根據一項於2021年《哈佛商業評論》上發表的研究報告，到2035年，回收太陽能光電模組的成本將達到每片20-30美元，這將使太陽能光電的LCOE增加四倍，但前題是面板在15年後更換，而不是預期的30年。如果提早更換面板，這將會為業者帶來重大的挑戰，因為如果回收成為製造商的法定義務（如歐盟的廢電子電機設備指令所要求的），會將本已競爭激烈的市場的利潤率大幅降低。IEA於2021年發表一項關於修復舊面板以重複使用，而非回收處理的研究報告中，提出的結論是財務可行性取決於國家具體因素，例如電網電價，但重複使用僅適用於公用太陽光電模組，因為屋頂業主通常希望有更高效率的新面板以達到充分利用空間的目的。
歐盟在1995年至2005年間資助的一項名為ExternE（即Externalities of Energy - 能源外部性）的研究發現若將懸浮微粒、氮氧化物、六價鉻、鹽鹼地、汞中毒造成的環境損害和人類健康影響等外部成本納入考量，用煤炭或石油發電的成本將比其現值增加一倍，而使用天然氣發電的成本也比現在增加30%。研究估計這些外部、下游及化石燃料成本佔歐盟整個國內生產毛額 (GDP) 的1%–2%，而尚未將這些來源所導致氣候變化的外部成本計算在內。 煤炭在歐盟的外部成本中的佔比最高，而氣候變化是其中最大的部分。永續能源可避免或大幅減少未來社會的成本，例如呼吸系統疾病。歐盟於2022年創建綠色分類法，以顯示何種能源投資可降低此類外部性成本。
解決化石燃料發電的部分外部成本，其中一種方法是碳定價  - 這是經濟學家最屬意的減少排放方法。碳定價向排放二氧化碳者收取費用。費用稱為"碳價"，是為獲得向大氣排放二氧化碳的權利而必須支付的金額。碳定價通常採取碳稅或要求購買排放許可（也稱為"配額"）的形式。
根據可能發生的事故及其機率的假設，估算的核能發電的外部性成本差異很大，可能達到0.2至200美分/千瓦時（ct/kWh）之間。此外，核能發電也需保險覆蓋，保險框架為根據《巴黎核子第三方責任公約》、對前者的《布魯塞爾補充公約》、《維也納核損害民事責任公約》以及美國普萊斯-安德森法案制定。人們通常認為這種潛在的責任缺口代表的是未包含在核能發電成本中的外部成本。但此成本很小，根據2008年所做的一項研究，僅佔均化電力成本的0.1%左右。
未有保險覆蓋的最壞情況並非核能發電所獨有，因為水力發電廠同樣沒有針對大型水壩潰決等災難性事件提供充分的保險。由於私人保險公司會根據有限的情景設定大壩保險費，這類重大災害保險同樣是由國家提供。
由於外部性影響相當分散，因此很難直接衡量，但仍須進行估計。

#### 國際貿易
不同國家對發電公司產生的負外部性（例如污染）會收取不同的費用。為避免輸入製造污染公司生產的電力而發生不公平競爭，可徵收關稅。例如英國和歐盟可能會將電力納入歐盟碳邊境調整機制。或者電力輸入國和輸出國的排放交易體系 (ETS) 可相互連結，或一個國家的發電廠可受另一國家的ETS約束（例如，北愛爾蘭的發電廠即歸屬於歐盟排放交易體系（EU ETS）之內。

### 額外成本因素
計算額外成本通常不包括與各類電廠相關，更為廣泛的系統成本，例如長距離傳輸電力，或是電力平衡和儲備相關的成本。不一定包括外部性因素，例如燃煤發電廠對健康的損害，也不一定包括溫室氣體排放對氣候變化、海洋酸化和優養化、洋流變化的影響。
通常發電廠的退役成本也不包括在計算之內（美國的核能發電廠是個例外，因為根據《核廢料政策法》，退役成本已包含在電價中），因此不是真實成本核算。可根據計算的目的，視需要將要添加的項目列入。
其他非財務因素有：
- 例如依據能源生命週期溫室氣體排放分析，顯示燃燒煤炭的溫室氣體排放量遠高於其他能源。
- 透過測量不同能源發電設施的表面功率密度（英语：surface power density），顯示高密度能源和低密度能源之間存在幾個數量級的差異。表面功率密度是人口稠密國家的重要限制因素。
- 對野生動物的影響包括每年估計有888,000隻蝙蝠因與美國風力發電機相撞而亡。[76]估計每年有數百萬隻鳥類因與高壓電線和輸電塔的碰撞而死亡或是觸電，[77]以及數以百萬計的鳥類因化石燃料發電廠產生的污染及觸電而致死亡。[78]
- 與發電有關的其他環境問題包括酸雨、海洋酸化以及煤炭開採對河流流域的影響。
- 與發電有關的各種人類健康問題，包括氣喘。於2021年所發表的一項研究報告估計燃煤發電於往後十年，在C40城市氣候領導力集團（英语：C40 Cities Climate Leadership Group）所包含的96個城市中，所造成的健康成本將會達到近900億美元。[79]

## 全球研究

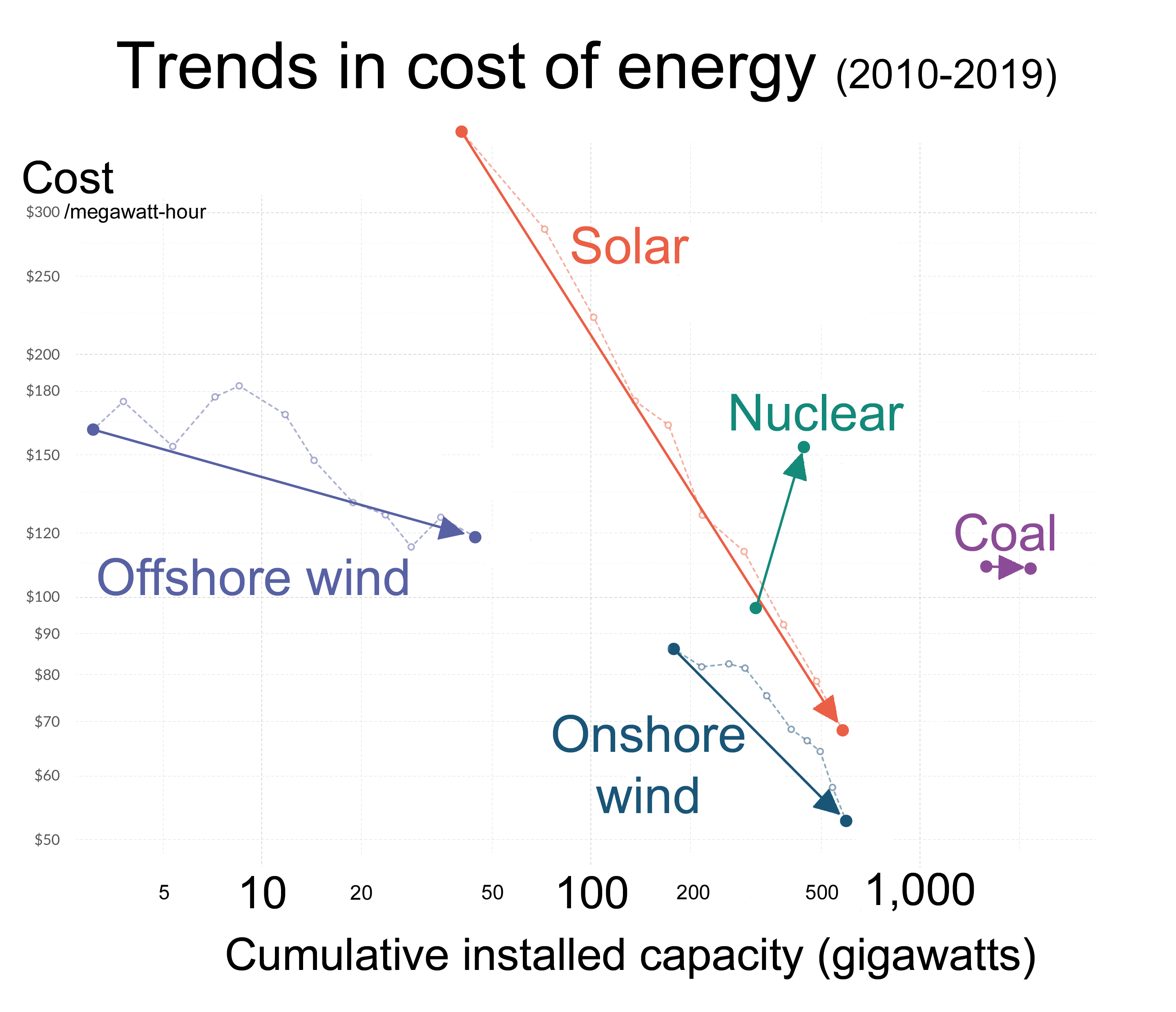
由不同能源所做的LOCE研究：IRENA針對再生能源、Lazard針對核能與煤炭，IAEA針對核能以及非政府組織全球能源監測針對煤炭的。

|                                           | IPCC2014年 (使用5%貼現率) | IRENA2020年 | Lazard（投資銀行）2023年 | NEA2020年 (使用7%貼現率) | 彭博新能源財經（BNEF）2021年 |
| ----------------------------------------- | ------------------------- | ----------- | ------------------------ | ------------------------ | ---------------------------- |
| 太陽能光電 (公用事業規模, 固定式)         | 110                       | 68          | 24-96                    | 56                       | 39                           |
| 太陽能光電 (公用事業規模, 跟隨陽光移動式) | -                         | -           | -                        | -                        | 47                           |
| 太陽能光電（住宅）                        | 150                       | 164         | 117-282                  | 126                      | -                            |
| 太陽熱能                                  | 150                       | 182         | -                        | 121                      | -                            |
| 陸上風電                                  | 59                        | 53          | 24-75                    | 50                       | 41                           |
| 離岸風電                                  | 120                       | 115         | 72-140                   | 88                       | 79                           |
| 核能 (現有)                               | 65                        | -           | 140-221* (31)            | 69 (32)                  | -                            |
| 水力                                      | 22                        | 47          | -                        | 68                       | -                            |
| 地熱                                      | 60                        | 73          | -                        | 99                       | -                            |
| 煤 (熱能複循環)                           | 61                        | -           | 68-166                   | 88 (110)                 | -                            |
| 天然氣（熱能複循環，尖峰負載）            | 71                        | -           | 115-221                  | 71                       | -                            |

*Larzard的估計是基於美國瓦格投核能發電廠的估計資料所製作。

### 美國銀行 (2023年)
美國銀行於2023年從事過一項LCOE研究，提出現有對再生能源的LCOE估算並未將備用化石燃料發電或備用電池儲電考慮在內，因此認為將消費者於24/7使用電力列入考慮的均化全系統電力成本(levelized full system cost of electricity，LFSCOE) ，會是一個更合理的衡量指標。
|          | LCOE | LFSCOE (德克薩斯州, 美國) | LFSCOE (德國, 歐盟) |
| -------- | ---- | ------------------------- | ------------------- |
| 核能     | 82   | 122                       | 106                 |
| 風能     | 40   | 291                       | 504                 |
| 太陽能   | 36   | 413                       | 1548                |
| 生物質能 | 95   | 117                       | 104                 |
| 煤炭     | 76   | 90                        | 78                  |
| 天然氣   | 38   | 40                        | 35                  |

### 彭博新能源財經 (BNEF，2021年)
行業研究機構彭博新能源財經於2021年3月發表的報告中說"再生能源是全球71%的經濟活動中及85%的發電量中最便宜的電力來源。現在建造新的太陽能或風電場以滿足不斷增長的電力需求或取代退役的發電廠，比建造一座新的化石燃料發電廠更重要......從成本角度來看，風能和太陽能是在擁有穩定發電資源且需求不斷增長市場中的最佳選擇。" :24BNEF進一步說"鋰離子電池儲存系統的均化能源成本與許多尖峰負載發電機相比，具有競爭力。":23BNEF並沒透露詳細的方法和計算LCOE的假設，僅聲明資料"來自選定的公共來源"。:98天然氣尖峰負載發電的成本非常巨大，包括燃料成本及其導致的外部性成本。燃燒成本包括排放一氧化碳、二氧化碳以及氮氧化物，這些氣體會損害人體呼吸系統並導致酸雨。

### IEA & OECD NEA (2020年)
IEA和經合組織核能署（OECD NEA） 針對24個國家的243座發電廠的發電技術進行研究，於2020年12月發布一項發電成本聯合預測報告。主要發現是"低碳發電總體上變得越來越具成本競爭力"，且"到2025年，新核能發電技術仍將是成本最低的可調度技術"。該報告以假設7%的貼現率計算LCOE，且根據系統發電成本進行過調整。報告還包含一個建模程序，可根據使用者選擇的參數（例如貼現率、碳價、熱價、煤炭價格和天然氣價格）產生LCOE數據。報告的主要結論為：
- 因地理、政治和監管情況不同，特定能源的單位電成本在不同國家之間存在顯著差異、
- 低碳能源不能分開考慮，因為其之間存在"複雜的相互作用"以確保持續且可靠的供應， IEA分析以價值調整後LCOE或VALCOE來展示這些交互作用、
- 再生能源的成本已顯著下降，且比可調度的化石燃料發電更具競爭力（以單位電成本計算）、
- 現有核能發電廠的延役營運成本是低碳能源中單位電成本最低的。

### Lazard (2020年)
金融公司Lazard於2020年10月對再生能源和傳統能源進行比較，包括現有發電和新一代能源之間的比較。 研究假設"60%由債務融資，借款利率8%，40%為自籌資本，股東報酬率為12%"用於LCOE計算，但沒透露他們用於計算價格的方法或項目組合。Lazard在2023年發表的的研究報告中解釋說，他們對核能發電的LCOE估算是"基於美國瓦格投核能發電廠的估計資料所製作。"

### IPCC (2014年)
IPCC第五次評估報告將各種能源，在以下四種情景下進行LCOE計算：
- 10%加權平均資本成本（WACC）、高滿載小時（英语：Full load hour） (FLH)、無碳稅
- 5%WACC、高FLH、無碳稅
- 10%WACC、低FLH、無碳稅
- 10%WACC、高 FLH、100美元/噸二氧化碳當量的碳稅

## 區域研究

### 澳大利亞
BNEF
估計澳大利亞的發電成本，如下列：
| 能源             | 太陽能 | 陸上風電 | 燃氣複循環 | 風電+儲電 | 太陽能+儲電 | 儲電 (4小時) | 燃氣尖峰負載發電 |
| ---------------- | ------ | -------- | ---------- | --------- | ----------- | ------------ | ---------------- |
| 平均 美元/千瓦時 | 47     | 58       | 81         | 87        | 118         | 156          | 228              |

### 歐洲
從下表可看出再生能源，特別是光電的成本正在迅速下降。例如截至2017年，太陽光電發電成本在7年內下降近75%。
| 能源                    | 2009年發表 | 2011年發表 | 2012年研究報告 | 各式獨立資料 (迄2012年) | 2013年研究報告 | 2015年研究報告 | 2018年研究報告 | 2021年研究報告 |
| ----------------------- | ---------- | ---------- | -------------- | ----------------------- | -------------- | -------------- | -------------- | -------------- |
| 核能                    | 50         | 60–100     | –              | 70–90;70–100;105        | –              | 36–84          | –              | –              |
| 褐煤                    | 46–65      | 45–100     | –              | –                       | 38–53          | 29–84          | 45.9–79.8      | 103.8–153.4    |
| 無煙煤                  | 49–68      | 45–100     | –              | –                       | 63–80          | 40–116         | 62.7–98.6      | 110.3–200.4    |
| 天然氣 (熱能複循環)     | 57–67      | 40–75      | –              | 93                      | 75–98          | 53–168         | 77.8–99.6      | 77.9–130.6     |
| 水力                    | –          | –          | –              | –                       | –              | 22–108         | –              | –              |
| 陸上風電                | 93         | 50–130     | 65–81          | 60.35–111;118           | 45–107         | 29–114         | 39.9–82.3      | 39.4–82.9      |
| 離岸風電                | –          | 120–180    | 112–183        | 142–150                 | 119–194        | 67–169         | 74.9–137.9     | 72.3–121.3     |
| 生物燃氣                | –          | –          | –              | 126                     | 135–215        | –              | 101.4–147.4    | 72.2–172.6     |
| 小規模太陽能光電 (德國) | –          | –          | 137–203        | –                       | 98–142         | –              | 72.3–115.4     | 58.1–80.4      |
| 大規模太陽能光電        | 32         | –          | 107–167        | 100;184                 | 79–116         | 35–180         | 37.1–84.6      | 31.2–57        |

英國於2013年為新的欣克利角C核電站設定以2012年價格計算的92.50英鎊/兆瓦時上網電價（目前相當於131歐元/兆瓦時）加上通貨膨脹補償，為期35年。這種定價在當時低於大型太陽能光電和離岸風電場，以及陸上風電場的上網電價。
德國自2017年以來採取的招標流程已顯著將成本降低。在一項離岸風電場標案中，至少有一投標者完全放棄公共補貼要求，並預備僅由市場取得融資。當時給予的最高補貼價格為歐元6.00分/千瓦時。在陸上風電場項目招標中，平均補貼金額為5.71分/千瓦時，第二輪開標時降到4.29分/千瓦時。
英國於2019年新的離岸風電場招標，補貼價格低至每千瓦時3.96便士。
同年，葡萄牙進行太陽能光電場招標，最便宜的專案補貼價格為歐元1.476分/千瓦時。

#### 英國[d]
截至2022年，天然氣是英國最大的發電來源，有40%的佔比：其中成本各異，但均產生高碳排放，而導致氣候變化。該國為減少天然氣的佔比，每年都會拍賣差價合約來建設低碳發電能力，主要是離岸風電場。在2022年之前，這些低碳發電商一直從傳統電力供應商收到補貼，但在那一年它們因為成本下降，而且電價升高，根據差價合約的機制，反而是開始支付補貼。也就是再生能源不再需要補貼。風電產業在短期無風，被稱為黑暗停滞期時，可透過北海連接線購入挪威的水力電力或是核能發電，以取代之前依靠自行以天然氣發電。由於英國現有許多核子反應爐即將退役，政府希望能開發出具有成本效益的小型模塊化反應爐以為取代。

#### 法國
國際能源署和法國電力公司做過估算。對於核電，其中包括福島第一核電廠事故後為升級該國核能發電廠而進行的新安全投資成本，為4歐元/兆瓦時。關於太陽能發電，估計為293歐元/兆瓦時（設置於位於有利位置（例如南歐），年產能達到50-100吉瓦時的大型電場）。而在每年發電3兆瓦時左右的小型發電場，成本在400至700歐元/兆瓦時之間，也取決於設置的地點。太陽能光電是迄今為止的技術中最為昂貴的電力來源，但自2011年開始，光電模組效率已提高，設備壽命已延長，加上生產成本降低，使得這種能源更具競爭力。迄2017年，太陽能光電的成本已降至50歐元/兆瓦時以下。
| 能源                               | 2017的成本 |
| ---------------------------------- | ---------- |
| 水力                               |            |
| 核能 (保險成本由國家負責)          | 50         |
| 第三代核子壓水反應爐               | 100        |
| 燃氣發電機，不裝置二氧化碳捕集設備 |            |
| 陸地風電場                         | 60         |
| 太陽能光電場                       | 43.24      |

#### 德國
根據弗勞恩霍夫太陽能發電研究所發表使用不同能源的成本比較報告，將光電裝置的平均成本分為德國北部和南部兩種。這些報告提供進一步細節如下。
|                                  | 2012年 | 2013年 | 2018年 | 2021年 |
| -------------------------------- | ------ | ------ | ------ | ------ |
| 太陽能光電 屋頂式 (小型)         | 170    | 120    | 93.85  | 84.1   |
| 太陽能光電 屋頂式 (大型)         | -      | -      | -      | 72.1   |
| 太陽能光電 地面式 (公用事業規模) | 137    | 97.5   | 52.4   | 44.1   |
| 陸上風電                         | 73     | 76     | 61.1   | 61.15  |
| 連風電                           | 147.5  | 156.5  | 106.4  | 96.8   |
| 生物質                           | -      | 120    | 124.4  | 128.55 |
| 固體生物質                       | -      | -      | -      | 112.75 |
| 褐煤                             | -      | 45.5   | 62.85  | 128.6  |
| 無煙煤                           | -      | 71.5   | 80.65  | 155.35 |
| 複循環發電                       | -      | 86.5   | 88.7   | 104,25 |
| 燃氣渦輪機發電                   | -      | -      | 164.85 | 202.1  |

光電電池系統的LCOE是指光電系統產生的總電量減去儲存發生的損失。儲存損失是根據電池儲存容量、假設的循環充電次數和電池效率計算而得。結果包括光電成本、電池成本（500至1,200歐元/千瓦時）以及不同的太陽幅照度的差異。對於具有電池儲存的大型屋頂光電系統，電池成本在600至1,000歐元/千瓦時之間。對於具有電池儲存系統的地面太陽能光電，電池儲存的投資成本假設為500至700歐元/千瓦時。較小系統的價格在一定程度上會較低，主要是它們為標準化產品，而較大的電池系統往往是特製項目，會額外發生專案開發、管理和基礎設施成本。隨著投資項目規模增大，投資成本會因競爭激烈，波動範圍隨之縮小。
|                                                         | 2021  |
| ------------------------------------------------------- | ----- |
| 太陽能光電 屋頂式 (小型，面板容量與電池容量1:1）        | 140.5 |
| 太陽能光電 屋頂式 (大型，面板容量與電池容量2:1）        | 104.9 |
| 太陽能光電 地面式 (公用事業規模，面板容量與電池容量3:2) | 75.8  |

### 中東
取得中東國家中81個項目的整體可變再生能源發電量，可得到2000年至2018年公用事業規模風電和光電的資本投資成本、固定和可變成本以及平均容量因子。
| 年份   | 容量因子 | 容量因子   | LCOE (美元/兆瓦時) | LCOE (美元/兆瓦時) |
| 年份   | 風能     | 太陽能光電 | 風能               | 太陽能光電         |
| ------ | -------- | ---------- | ------------------ | ------------------ |
| 2000年 | 0.19     | 0.17       | -                  | -                  |
| 2001年 | -        | 0.17       | -                  | -                  |
| 2002年 | 0.21     | 0.21       | -                  | -                  |
| 2003年 | -        | 0.17       | -                  | -                  |
| 2004年 | 0.23     | 0.16       | -                  | -                  |
| 2005年 | 0.23     | 0.19       | -                  | -                  |
| 2006年 | 0.20     | 0.15       | -                  | -                  |
| 2007年 | 0.17     | 0.21       | -                  | -                  |
| 2008年 | 0.25     | 0.19       | -                  | -                  |
| 2009年 | 0.18     | 0.16       | -                  | -                  |
| 2010年 | 0.26     | 0.20       | 107.8              | -                  |
| 2011年 | 0.31     | 0.17       | 76.2               | -                  |
| 2012年 | 0.29     | 0.17       | 72.7               | -                  |
| 2013年 | 0.28     | 0.20       | 72.5               | 212.7              |
| 2014年 | 0.29     | 0.20       | 66.3               | 190.5              |
| 2015年 | 0.29     | 0.19       | 55.4               | 147.2              |
| 2016年 | 0.34     | 0.20       | 52.2               | 110.7              |
| 2017年 | 0.34     | 0.21       | 51.5               | 94.2               |
| 2018年 | 0.37     | 0.23       | 42.5               | 85.8               |
| 2019年 | -        | 0.23       | -                  | 50.1               |

### 土耳其
截至2021年3月，土耳其對於當年7月開始利用再生能源發電，每千瓦時里拉的上網電價為：風能和太陽能光電0.32里拉，水力0.4里拉，地熱0.54里拉，以及針對不同生物質發電的不同費率，如果使用本地組件，另外還有每千瓦時0.08里拉的獎勵。新費率將適用10年，本地組件獎勵將適用5年。費率由總統決定，此新費率取代先前以美元計價的再生能源上網電價。

### 日本
日本政府於2010年（福島核電事故發生前）發表的一項研究報告（稱為能源白皮書） ，其結論是太陽能的千瓦時成本為49日元，風電為10至14日元，核電為5至6日元。
然而，再生能源倡議者孫正義指出政府對核電的估算並未將核燃料後處理成本及災難保險責任包括在內。孫正義估計加計這些成本後，核電的成本與風電的成本大致相同。.
根據一份於2019年發表的報告，日本的太陽能發電成本已降至13.1日圓/千瓦時至21.3日圓/千瓦時（平均為15.3 日圓/千瓦時，約當0.142 美元/千瓦時）。
太陽能光電模組的成本佔總投資成本的最大部分。根據一份於2021年發表，對日本太陽能發電成本的分析，組件單價已大幅下跌。 於2018年的平均價格接近60,000日圓/千瓦，但到2021年預計將降到30,000日圓/千瓦，降低幅度幾近一半。

### 美國

#### 美國能源資訊管理局 (2020年)
EIA自2010年起開始發布年度能源展望 (AEO)，每年對未來五年內投入使用的公用事業規模設施進行年度LCOE預測。
以下數據來自EIA於2020年發布的年度能源展望（AEO2020）。使用單位為美元/每兆瓦時（2019年美元）。其中數字是對2025年投入運作電廠的估計，不包括稅收抵免、補貼或其他激勵措施。下表中的LCOE是根據30年回收期，使用6.1%的實際稅後加權平均資本成本 (WACC) 計算而得。使用碳密集技術的WACC將增加3% （約相當於每噸二氧化碳收取15美元的費用）。聯邦稅收抵免以及各種州和地方激勵計劃預計將降低其中一些LCOE值。例如EIA預計聯邦投資稅收抵免計畫將讓2025年建成的太陽能光電的容量加權平均LCOE額外降低2.41美元，達到30.39美元。
2010年至2019年期間估計成本降幅最大的電源是太陽能光電（下降88%）、陸上風電（下降71%）和先進天然氣複合循環（下降49%）。
EIA在2015年估計，於2040年投入使用的公用事業規模發電，經通膨調整後的美元成本將進一步下降：太陽能熱電 (CSP)（下降18%）、太陽能光電（下降15%）、離岸風電（下降11%）和先進核能（下降7%）。到2040 年，預計陸上風電的成本將小幅上升（上漲2%），而天然氣聯合循環電力預計在此期間增加9%至10%。
| 估計美元/兆瓦時          | 估計美元/兆瓦時          | 估計美元/兆瓦時          | 燃煤 傳統式 | 天然氣聯合複循環 | 天然氣聯合複循環 | 核能 先進式 | 風能  | 風能   | 太陽能     | 太陽能     |
| 年份                     | ref                      | f年份                    | 燃煤 傳統式 | 傳統式           | 先進式           | 核能 先進式 | 陸上  | 離岸   | 太陽能光電 | 太陽能熱電 |
| ------------------------ | ------------------------ | ------------------------ | ----------- | ---------------- | ---------------- | ----------- | ----- | ------ | ---------- | ---------- |
| 2010年                   | [ 134 ]                  | 2016                     | 100.4       | 83.1             | 79.3             | 119.0       | 149.3 | 191.1  | 396.1      | 256.6      |
| 2011年                   | [ 135 ]                  | 2016                     | 95.1        | 65.1             | 62.2             | 114.0       | 96.1  | 243.7  | 211.0      | 312.2      |
| 2012年                   | [ 136 ]                  | 2017                     | 97.7        | 66.1             | 63.1             | 111.4       | 96.0  | N/A    | 152.4      | 242.0      |
| 2013年                   | [ 137 ]                  | 2018年                   | 100.1       | 67.1             | 65.6             | 108.4       | 86.6  | 221.5  | 144.3      | 261.5      |
| 2014年                   | [ 138 ]                  | 2019                     | 95.6        | 66.3             | 64.4             | 96.1        | 80.3  | 204.1  | 130.0      | 243.1      |
| 2015年                   | [ 133 ]                  | 2020                     | 95.1        | 75.2             | 72.6             | 95.2        | 73.6  | 196.9  | 125.3      | 239.7      |
| 2016年                   | [ 139 ]                  | 2022                     | NB          | 58.1             | 57.2             | 102.8       | 64.5  | 158.1  | 84.7       | 235.9      |
| 2017年                   | [ 140 ]                  | 2022                     | NB          | 58.6             | 53.8             | 96.2        | 55.8  | NB     | 73.7       | NB         |
| 2018年                   | [ 141 ]                  | 2022                     | NB          | 48.3             | 48.1             | 90.1        | 48.0  | 124.6  | 59.1       | NB         |
| 2019年                   | [ 141 ]                  | 2023                     | NB          | 40.8             | 40.2             | NB          | 42.8  | 117.9  | 48.8       | NB         |
| 2020年                   | [ 142 ]                  | 2025                     | NB          | 36.61            | 36.61            | NB          | 34.10 | 115.04 | 32.80      | NA         |
| Nominal change 2010–2020 | Nominal change 2010–2020 | Nominal change 2010–2020 | NB          | −56%             | −54%             | NB          | −77%  | -40%   | −92%       | NB         |

注釋: 預測數字採用的是經通膨調整後的美元。
預測並未包含補貼，對於不可調度電力，其平均輸送成本會高很多。
NB = "Not built" (未預計有新增添發電容量)

## 延伸閱讀
- Machol, Ben; Rizk, Sarah. . Environment International. February 2013, 52: 75–80. PMID 23246069. doi:10.1016/j.envint.2012.03.003.
- Lazard's Levelized Cost of Energy Analysis – Version 14.0 的存檔，存档日期2021-01-28. (Oct. 2020)